# ليو مون
ليو مون (بالإنجليزية: Leo Moon)‏ هو لاعب كرة قاعدة أمريكي، ولد في 22 يونيو 1899 في Bellemont, North Carolina ‏ في الولايات المتحدة، وتوفي في 25 أغسطس 1970 في نيو أورلينز في الولايات المتحدة.

## وصلات خارجية
- ليو مون على موقعبيزبول رفرنس.كوم (الدوري الرئيسي) (الإنجليزية)